# Matt Polster
Matthew Ryan Polster, detto Matt (Milwaukee, 8 giugno 1993), è un calciatore statunitense, difensore o centrocampista del New England Revolution.

## Caratteristiche tecniche
Centrocampista di interdizione, dotato di buona corsa e con ottime doti atletiche, con un gran senso della posizione, è abile nel recuperare palloni e nell'impostazione del gioco, oltre che negli inserimenti offensivi e nella precisione nei passaggi. Duttile tatticamente, può essere schierato anche come terzino o difensore centrale.

## Carriera

### Club
Il 4 febbraio 2015, dopo essere stato scelto alla settima chiamata all'MLS SuperDraft, viene ufficialmente firmato dai Chicago Fire. Il 30 gennaio 2019, dopo un periodo di prova, viene tesserato dai Rangers, con cui si lega fino al 2021. L'8 luglio 2020, dopo aver collezionato 10 presenze totali col club di Glasgow, viene ceduto al New England Revolution.

### Nazionale
Convocato per la prima volta con la nazionale statunitense nel 2016, ha esordito con gli Yanks il 28 gennaio 2018, in occasione dell'amichevole pareggiata 0-0 contro la Bosnia.

## Statistiche

### Presenze e reti nei club
Statistiche aggiornate al 20 ottobre 2024.
| Stagione               | Squadra                | Campionato             | Campionato | Campionato | Coppe nazionali | Coppe nazionali | Coppe nazionali | Coppe continentali | Coppe continentali | Coppe continentali | Altre coppe | Altre coppe | Altre coppe | Totale | Totale | Totale |
| Stagione               | Squadra                | Comp                   | Pres       | Reti       | Comp            | Pres            | Reti            | Comp               | Pres               | Reti               | Comp        | Pres        | Reti        | Pres   | Reti   |        |
| ---------------------- | ---------------------- | ---------------------- | ---------- | ---------- | --------------- | --------------- | --------------- | ------------------ | ------------------ | ------------------ | ----------- | ----------- | ----------- | ------ | ------ | ------ |
| 2015                   | Chicago Fire           | MLS                    | 30         | 0          | USOC            | 3               | 0               | -                  | -                  | -                  | -           | -           | -           | 27     | 0      |        |
| 2016                   | Chicago Fire           | MLS                    | 27         | 2          | USOC            | 3               | 0               | -                  | -                  | -                  | -           | -           | -           | 30     | 2      |        |
| 2017                   | Chicago Fire           | MLS                    | 22+1       | 1          | USOC            | 2               | 0               | -                  | -                  | -                  | -           | -           | -           | 25     | 1      |        |
| 2018                   | Chicago Fire           | MLS                    | 3          | 0          | USOC            | 0               | 0               | -                  | -                  | -                  | -           | -           | -           | 3      | 0      |        |
| Totale Chicago Fire    | Totale Chicago Fire    | Totale Chicago Fire    | 82+1       | 3          |                 | 8               | 0               |                    | -                  | -                  |             | -           | -           | 91     | 3      |        |
| gen.-giu. 2019         | Rangers                | SP                     | 1          | 0          | SC+CdL          | 0+0             | 0               | UEL                | -                  | -                  | -           | -           | -           | 1      | 0      |        |
| 2019-2020              | Rangers                | SP                     | 6          | 0          | SC+CdL          | 0+1             | 0               | UEL                | 2                  | 0                  | -           | -           | -           | 9      | 0      |        |
| Totale Rangers         | Totale Rangers         | Totale Rangers         | 7          | 0          |                 | 1               | 0               |                    | 2                  | 0                  |             | -           | -           | 10     | 0      |        |
| 2020                   | N.E. Revolution        | MLS                    | 15+4       | 0          | -               | -               | -               | -                  | -                  | -                  | -           | -           | -           | 19     | 0      |        |
| 2021                   | N.E. Revolution        | MLS                    | 30+1       | 2+0        | -               | -               | -               | -                  | -                  | -                  | -           | -           | -           | 31     | 2      |        |
| 2022                   | N.E. Revolution        | MLS                    | 28         | 2          | USOC            | 2               | 0               | CCL                | 2                  | 0                  | -           | -           | -           | 32     | 2      |        |
| 2023                   | N.E. Revolution        | MLS                    | 31+2       | 2+0        | USOC            | 0               | 0               | -                  | -                  | -                  | LC          | 3           | 0           | 36     | 2      |        |
| 2024                   | N.E. Revolution        | MLS                    | 31         | 0          | -               | -               | -               | CC                 | 5                  | 0                  | LC          | 3           | 0           | 39     | 0      |        |
| Totale N.E. Revolution | Totale N.E. Revolution | Totale N.E. Revolution | 135+7      | 6+0        |                 | 2               | 0               |                    | 7                  | 0                  |             | 6           | 0           | 157    | 6      |        |
| Totale carriera        | Totale carriera        | Totale carriera        | 224+8      | 9          |                 | 11              | 0               |                    | 9                  | 0                  |             | 6           | 0           | 258    | 9      |        |

### Cronologia presenze e reti in Nazionale
| Cronologia completa delle presenze e delle reti in nazionale ― Stati Uniti | Cronologia completa delle presenze e delle reti in nazionale ― Stati Uniti | Cronologia completa delle presenze e delle reti in nazionale ― Stati Uniti | Cronologia completa delle presenze e delle reti in nazionale ― Stati Uniti | Cronologia completa delle presenze e delle reti in nazionale ― Stati Uniti | Cronologia completa delle presenze e delle reti in nazionale ― Stati Uniti | Cronologia completa delle presenze e delle reti in nazionale ― Stati Uniti | Cronologia completa delle presenze e delle reti in nazionale ― Stati Uniti |
| Data                                                                       | Città                                                                      | In casa                                                                    | Risultato                                                                  | Ospiti                                                                     | Competizione                                                               | Reti                                                                       | Note                                                                       |
| -------------------------------------------------------------------------- | -------------------------------------------------------------------------- | -------------------------------------------------------------------------- | -------------------------------------------------------------------------- | -------------------------------------------------------------------------- | -------------------------------------------------------------------------- | -------------------------------------------------------------------------- | -------------------------------------------------------------------------- |
| 29-1-2018                                                                  | Los Angeles                                                                | Stati Uniti                                                                | 0 – 0                                                                      | Bosnia ed Erzegovina                                                       | Amichevole                                                                 | -                                                                          |                                                                            |
| Totale                                                                     |                                                                            | Presenze                                                                   | 1                                                                          |                                                                            | Reti                                                                       | 0                                                                          |                                                                            |

## Palmarès

### Club

#### Competizioni nazionali
- MLS Supporters' Shield: 1

New England Revolution: 2021